# Cantón de Nive-Adour
El cantón de Nive-Adour  (cantón n.º 13, Nive-Adour en francés) es una división administrativa francesa del departamento de los Pirineos Atlánticos creado por Decreto n.º 2014-148, artículo 14.º, del 25 de febrero de 2014 y que entró en vigor el 22 de marzo de 2015, con las primeras elecciones departamentales posteriores a la publicación de dicho decreto.

## Historia
Con la aplicación de dicho Decreto, los cantones de Pirineos Atlánticos pasaron de 52 a 27.
El cantón está formado por las cinco comunas del cantón de  Saint-Pierre-d'Irube, tres de las siete comunas del cantón de  Bidache y dos de las cinco comunas del cantón de La Bastide-Clairence.
La capital (Bureau centralisateur) está en Mouguerre.

## Composición
El cantón de Nive-Adour comprende las diez comunas siguientes:

En 2015, la población total del nuevo cantón era de 25 451 habitantes.
| Comunas              | Código INSEE | Superficie (km²) | Población (2012) | Densidad (hab/km²) | Distrito | Cantón anterior      |
| -------------------- | ------------ | ---------------- | ---------------- | ------------------ | -------- | -------------------- |
| Bardos               | 64094        | 42,53            | 1672             | 39                 | Bayona   | Bidache              |
| Briscous             | 64147        | 31,29            | 2642             | 19                 | Bayona   | La Bastide-Clairence |
| Guiche               | 64250        | 24,85            | 933              | 38                 | Bayona   | Bidache              |
| Lahonce              | 64304        | 9,47             | 2041             | 216                | Bayona   | Saint-Pierre-d'Irube |
| Mouguerre            | 64407        | 22,57            | 4741             | 210                | Bayona   | Saint-Pierre-d'Irube |
| Saint-Pierre-d'Irube | 64496        | 7,68             | 4605             | 600                | Bayona   | Saint-Pierre-d'Irube |
| Sames                | 64502        | 13,26            | 801              | 60                 | Bayona   | Bidache              |
| Urcuit               | 64540        | 13,69            | 2326             | 170                | Bayona   | Saint-Pierre-d'Irube |
| Urt                  | 64546        | 18,99            | 2220             | 117                | Bayona   | La Bastide-Clairence |
| Villefranque         | 64558        | 17,17            | 2370             | 138                | Bayona   | Saint-Pierre-d'Irube |